# Isopolia himalayensis
Isopolia himalayensis là một loài bướm đêm trong họ Noctuidae.